# Orejón
L’orejón, aussi appelé coto ou maijiki, est une langue tucanoane occidentale parlée dans le Nord du Pérou le long des affluents du Napo et du Putumayo par 300 personnes du peuple maijuna.

## Écritures
| a | a̱ | b | ch | d | e | e̱ | g | i | i̱ | ɨ | ɨ̱ | j | k | m | n | ñ | o | o̱ | p | r | s | t | u | u̱ | w | y |

Les lettres ‹ a̱, e̱, i̱, ɨ, ɨ̱, o̱, u̱ › peuvent aussi être écrites ‹ â, ê, î, ü, ï, ô, û › dans le Registre national d’identité et état civil du Pérou.
Les voyelles nasales ont un trait souscrit et les tons sont indiqués à l’aide de signes diacritiques :
- voyelles à ton bas avec l’accent grave ‹ à è ì ɨ̀ ò ù › ;
- voyelles à ton haut avec l’accent aigu‹ á é í ɨ́ ó ú › ;
- voyelles nasales à ton bas avec le macron souscrit et l’accent grave ‹ à̱ è̱ ì̱ ɨ̱̀ ò̱ ù̱ › ;
- voyelles nasales à ton haut avec le macron souscrit et l’accent aigu ‹ á̱ é̱ í̱ ɨ̱́ ó̱ ú̱ ›.

## Phonologie

### Voyelles
|         | Antérieure  | Centrale    | Postérieure |
| ------- | ----------- | ----------- | ----------- |
| Fermée  | i [i] ĩ [ĩ] | ɨ [ɨ] ɨ̃ [ɨ̃] | u [u] ũ [ũ] |
| Moyenne | e [e] ẽ [ẽ] |             | o [o] õ [õ] |
| Ouverte |             | a [a] ã [ã] |             |

### Consonnes
|               |               | Bilabiale | Dentale | Palatale | Vélaire | Glottale |
| ------------- | ------------- | --------- | ------- | -------- | ------- | -------- |
| Occlusives    | Sourdes       | p [p]     | t [t]   |          | k [k]   | ʔ [ʔ]    |
| Occlusives    | Sonores       | b [b]     | d [d]   |          | g [g]   |          |
| Occlusives    | Injectives    | ɓ [ɓ]     | ɗ [ɗ]   |          |         |          |
| Fricatives    | Fricatives    |           | s [s]   |          |         | h [h]    |
| Semi-voyelles | Semi-voyelles |           |         | j [j]    |         |          |